# ویندورف
ویندورف (به آلمانی: Windorf) یک شهر در آلمان است که در بایرن واقع شده‌است.

## خصوصیات
ویندورف ۵۶٫۹۰ کیلومترمربع مساحت دارد ۳۰۶-۵۴۰ متر بالاتر از سطح دریا واقع شده‌است.